# The C Programming Language
The C Programming Language (em português: A Linguagem de Programação C, algumas vezes referida como K&R) é um livro de ciência da computação, escrito por Brian Kernighan e Dennis Ritchie, que são as pessoas que originalmente criaram e implementaram a linguagem (bem como o sistema operacional) Unix, que estava estritamente ligado com a linguagem C).  O livro foi central para o desenvolvimento e popularização da linguagem de programação C e ainda é amplamente lido e utilizado hoje em dia.

## História
O C foi criado por Dennis Ritchie na Bell Labs no início da década de 1970 como uma versão melhorada do B de Ken Thompson. Outro funcionário da Bell Labs, Brian Kernighan, tinha escrito o primeiro tutorial do C. e persuadiu Ritchie a ser co-autor de um livro sobre a línguagem de programação.
A primeira edição, publicada a 22 de Fevereiro de 1978, foi o primeiro livro amplamente disponível sobre a linguagem de programação C. A sua versão do C é por vezes denominada K&R C (depois dos autores do livro), muitas vezes para distinguir esta versão inicial da versão posterior do C denominada de ANSI C.

## Recepção
A revista Byte declarou em Agosto de 1983 que "[The C Programming Language] is the definitive work on the C language. Don't read any further until you have this book!" Jerry Pournelle escreveu na revista desse ano que o livro "still the standard ... a bit terse". Ele continuou: "He continued, "You can learn the C language without getting Kernighan and Ritchie, but that's doing it the hard way. You're also working too hard if you make it the only book on C that you buy".